# クロイセン
クロイセン (ドイツ語: Creußen) はドイツ連邦共和国バイエルン州オーバーフランケン行政管区のバイロイト郡に属する市で、クロイセン行政共同体の本部所在地。この都市は、バイロイトの南約13kmの連邦道B2沿い、アウトバーンA9に近いフレンキシェ・シュヴァイツに位置している。

## 地理
クロイセンは、フィヒテル山地の麓に隣接するフレンキシェ・シュヴァイツとオーバープファルツの森の中間にあたる、中低山地に位置する。この都市は標高426から630mに位置する。城山は、クロイセン東部にある標高566mの山である。この山には風力発電施設が設置されている。
プロイナースフェルダー・ランゲンは、標高630mでクロイセナー連山の最高地点である。この連山は南に延びて行く。クロイセンから約9.5km離れたツルンドルフには、標高647.5mのシュナーベルヴァイダー・キッチェンラインの最高地点がある（森の礼拝堂があるカルファリエンベルク）
クロイセンは、オーバーマイン＝オーバープファルツ丘陵地に位置する。赤マイン川は、クロイセン丘陵の丘や段丘とコントラストを示す。クロイセンの西にはフレンキシェ・シュヴァイツ東部を構成するリンデンハルトの森が広がり、冬にはスキーゲレンデに最適である。ここはフィヒテル山地やフランケンの森に次ぐオーバーフランケン屈指の豪雪地帯である。
クロイセン周辺の重要な山には、カルファリエンベルク (647m)、グラウビュール (569m)、ドライケプフィーゲ (519m)、シュロスベルク (566m)、カプフ (597m)、プロイナースフェルダー・ランゲン (630m)、クロイセナー・ベルク (475m)、タンネンベルク (597m)、フンケンベルク (580m)、クライネ・クルム (626m)、およびホーエンミルスベルク・プラッテがある。
クロイセンの周りには、赤マイン渓谷、クロイセン渓谷、ピュトラッハ渓谷、ペグニッツ渓谷が位置している。

### 市の構成
本市は、公式には38の地区 (Ort) からなる。このうち小集落や孤立農場などを除く集落を以下に列記する。
| - アルトハイトホーフ - ビュール - クロイセン - ゴッツフェルト - グロースヴァイグラロイト - ヘルラスロイト - コッツマンスロイト - リンデンハルト - ノイエンロイト | - ノイハイトホーフ - ノイホーフ - オットマンスロイト - シュヴュルツ - ザイトヴィッツ - ティーフェンタール - ウンターシュヴァルツァハ - ヴァッサークラウト |

## 歴史
この入植地は1000年頃に成立した。クロイセンは1003年に、後の皇帝ハインリヒ2世とシュヴァインフルト辺境伯ヘツィロとの紛争の舞台として、"urbs crusni"の名前で、初めて文献上で言及されている。皇帝は、辺境伯とその家族が籠城する城 (castrum crusni) を包囲した。当時、この城が破壊されたのかどうかを文献から推測することはできない。辺境伯は、確かに包囲網から密かに脱出したが（伝承では秘密の通路を通って逃れたという）、ティーフェンタールの近くで捕らえられた。2003年にクロイセンは1000年記念祭を祝った。1358年の初め、当時はニュルンベルク城伯の所領であったが、皇帝カール4世から都市権を与えられた。フス戦争と三十年戦争により荒廃した後、アンスバッハ＝バイロイト辺境伯領から1792年にプロイセン領となり、フランスによる一時的な統治を経てバイエルン王国領となった。1893年に大火により街の大部分が破壊された（前門、マルクト広場、ハーバーガッセ）。

## 行政

### 市長
2012年11月11日に行われた市議長選挙で、マルティン・ダンホイザー (Überparteiliche Wählergruppe - Freie Wähler) は、現職のハーラルト・ミルトに対し50.9 % の票を得て勝利した。

## 文化と見所

### 建造物
- ヘツィロプラッツの聖ヤコブス教区教会はフス戦争により破壊され、1477年に再建された。現在の外観と、バロック様式の内装の大部分は、1700年の改装時のものである。教会塔は、元々ここにあった城の主塔の基礎の上に建てられている。
- この向かいに、かつてのラテン語学校がある。この学校は、最盛期にはクロイセンの内外で高い評価を得ていた。
- マルクト広場に向かって、牧師館とかつてのビール醸造所、現在は教区公会堂、が建っている。
- 市壁は、1358年から1361年に建設され、以下の施設がある。
  - 裏門: この中に壺の博物館がある。
  - フンガー塔あるいはマレフィッツ塔: この塔は、監獄として建てられた。
  - マルクス塔: 1477年建造。
- ハーバーガッセは、かつての中心街で、路上市場が設けられた。ここでは馬に麦を与えることができた。
- ラートハウスは1360年に建設されたが、フス戦争により破壊され、1477年に新たに建設された。パンや肉を販売するブースが長い方の壁に沿って設けられている。
- エレミーテンホイシェンはドイツで唯一現存する、市民階級の建てたエレミタージェ（隠居用の小さな庵、またはそれを模した庭園内の庵）である。この建物は、1760年に神学者ヨハン・テオドール・キュンネートが建てた。

### 博物館
壺の博物館には、クロイセンの「炻器」（「火石」器、せっき、炻器は陶管などとして用いられる陶器）の重要なコレクションがある。これらの「炻器」は粘土から造られているが、その組成は現在ではほとんど解っていない。壺の博物館は、1950年から北の市門（"Hintere Tor" 「裏門」）の塔の監視小屋を利用して開設された。2004年拡張して、隣接するシャーフリヒテーハウスも利用している。

## 引用
1. ↑  https://www.statistikdaten.bayern.de/genesis/online?operation=result&code=12411-003r&leerzeilen=false&language=de Genesis-Online-Datenbank des Bayerischen Landesamtes für Statistik Tabelle 12411-003r Fortschreibung des Bevölkerungsstandes: Gemeinden, Stichtag (Einwohnerzahlen auf Grundlage des Zensus 2011)
2. ↑  Bayerische Landesbibliothek Online